# قنات حاجی ابراهیم
قنات حاجی ابراهیم روستایی در دهستان کورین بخش کورین شهرستان زاهدان استان سیستان و بلوچستان ایران است.

## جمعیت
بر پایه سرشماری عمومی نفوس و مسکن در سال ۱۳۹۵ جمعیت این روستا ۳۵ نفر (۱۳خانوار) بوده‌است.